# 北京路天河城
北京路天河城是由广东粤海控股集团有限公司投资建设的一座大型商场，位于中华人民共和国广东省广州市越秀区珠光街道北京路168号。

## 基本信息
- 商场体量：11万平方米[2]；
- 地上层数：8层[2]。

## 相册

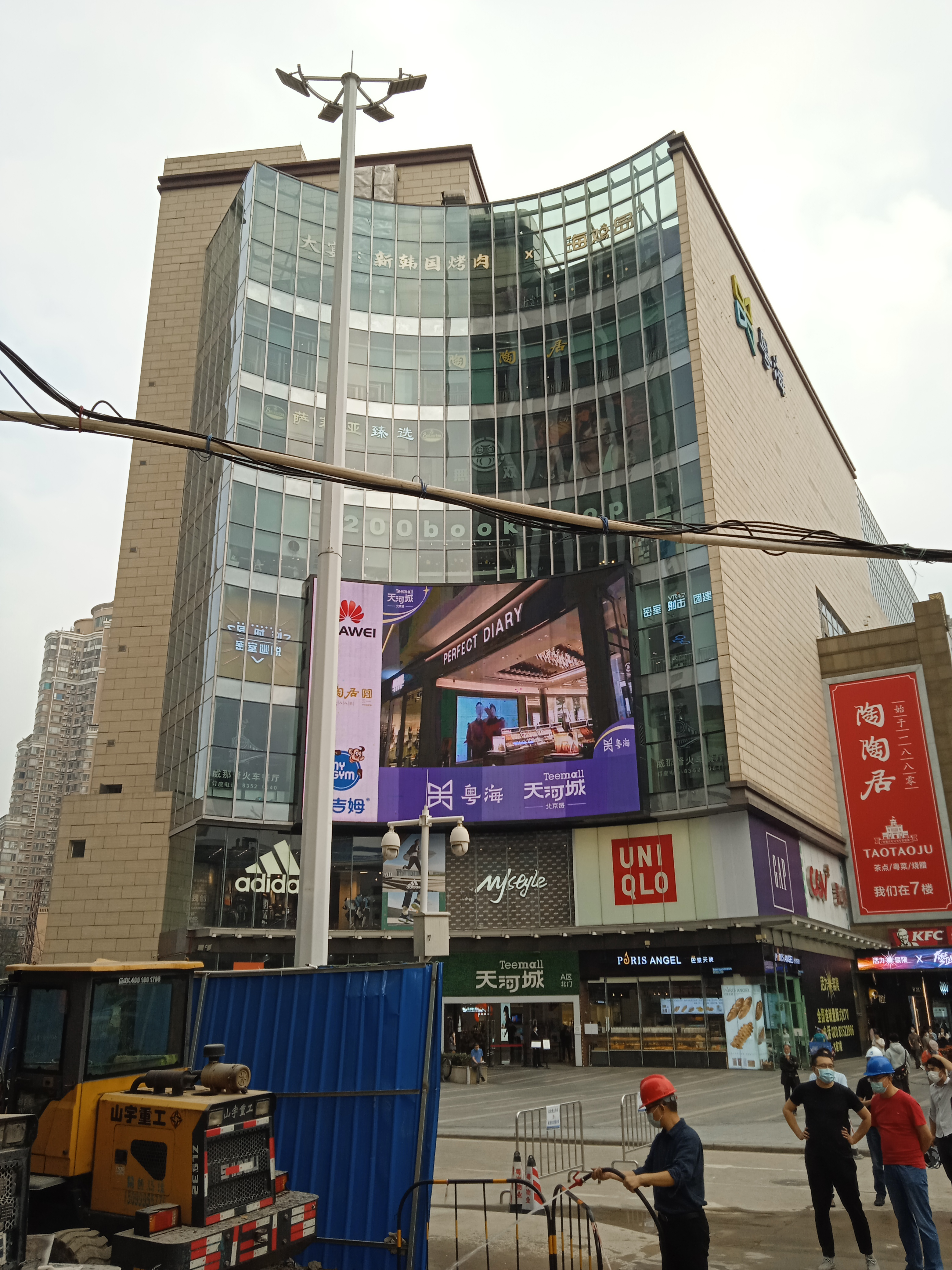
北京路天河城全景
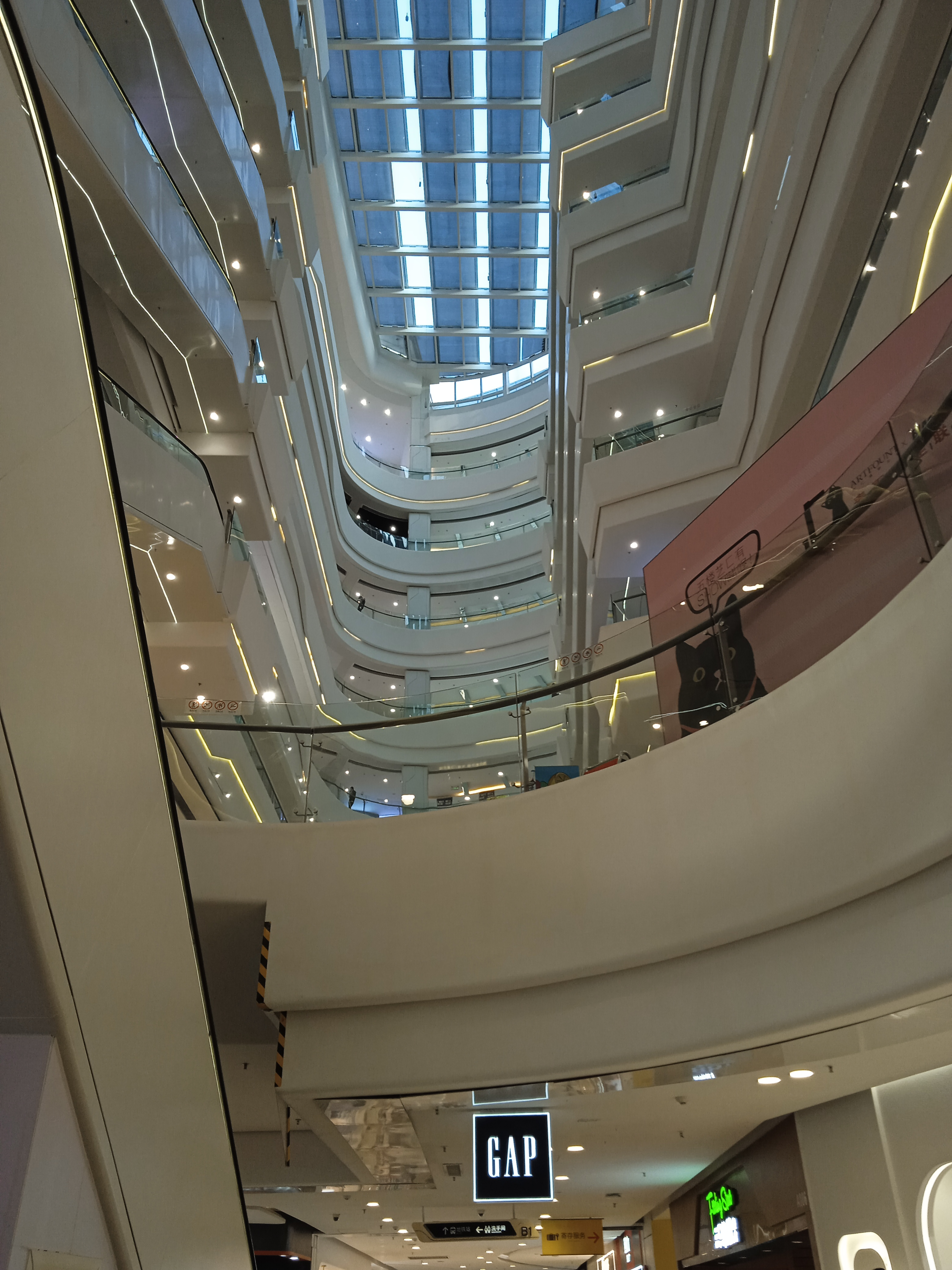
北京路天河城中庭

## 历史
- 2002年，广州金东源房地产开发有限公司开发名城商业广场[3]。
- 2008年，名城商业广场因开发商与施工单位的合同纠纷而停工烂尾[3]。
- 2011年，经法院裁定公司股权转移后，广州金东源房地产开发有限公司被粤海集团收购，集团注资后，项目公司重新启动[3]。
- 2012年下半年，名城商业广场取得施工许可批复[3]。
- 2014年5月，广东省民政厅批复同意广州金东源房地产开发有限公司将“名城商业广场”命名为“粤海仰忠汇”[3]。
- 2015年9月28日，广州市环境保护科学研究院发布报告，宣告粤海仰忠汇正式通过竣工验收的环评调查[3]。
- 2015年12月12日，粤海仰忠汇正式开业[4]。
- 2020年12月10日，“粤海仰忠汇”更名为“北京路天河城”[2][5]。
- 2023年10月27日，北京路天河城B区开业[6]。

## 邻近车站
- 广州地铁6号线北京路站